# 451
451 (CDLI) va ser un any comú començat en dilluns del calendari julià.

## Esdeveniments
- Àtila, rei dels huns, és derrotat pel general romà Aeci el 20 de setembre als Camps Catalàunics.[1]
- Revolta d'Ingilena a Armènia contra la imposició del mazdeisme als cristians armenis.[2]

## Religió
- 8 d'octubre – 1 de novembre – Concili de Calcedònia, un concili ecumènic de l'Església: el monofisisme d'Eutiques és repudiat, i la credo de Calcedònia exposada. Com a resultat d'aquest concili, les Esglésies Ortodoxes Orientals esdevenen finalment una comunió separada. Més immediatament, Jerusalem esdevé una Patriarcat, i Dióscor d'Alexandria és deposat com a Patriarca d'Alexandria pel Concili.[3]

## Necrològiques
- Teodoric I de Tolosa, rei dels visigots.[4]